# Stadion Si Jalak Harupat
Stadion Si Jalak Harupat – stadion piłkarski w Bandungu w Indonezji. Mecze na tym obiekcie rozgrywa klub piłkarski Persikab Bandung. Stadion jest jedną z aren Mistrzostw Świata U-17 2023 oraz Igrzysk Azjatyckich 2018.
Pojemność stadionu wynosi 27 000, a koszt realizacji budowy stadionu wyniósł 4,4 mln $. Budowa zakończyła się w 2005.

## Historia
Stadion powstał w latach 2003-2005 na obrzeżach miasta w miejscu pól uprawnych. Początkowo stadion miał pochłonąć o około połowę mniej pieniędzy, przez co narodziły się kontrowersje.
Arena została zbudowana jako lekkoatletyczna, jednak również jest do użytku meczów piłki nożnej.
Początkowo stadion miał być zbudowany dla 40 tysięcy widzów, jednak zredukowano liczbę miejsc do 30 tysięcy. Pomimo to na stadionie siadało więcej ludzi.
Stadion otrzymał imię Oto Iskandar di Naty (ps. Salak Harupat), bohatera narodowego Indonezji.

## Architektura
Trybuny stadionu są w kolorach żółtym, czerwonym i niebieskim. Cały stadion ma kształt elipsy, ze względu na znajdującą się tutaj bieżnię lekkoatletyczną.

## Lokalizacja
Stadion znajduje się na południe od miasta Bandung. Obok są trzy boiska treningowe, basen, hala sportowa i boisko do unihokeja.

## Mecze Mistrzostw Świata U-17

### Grupa D
| 11 listopada 2023 10:00 CET | Japonia U-17 | – | Polska U-17 | Stadion Si Jalak Harupat, Bandung |
|                             |              |   |             |                                   |

| 11 listopada 2023 13:00 CET | Argentyna U-17 | – | Senegal U-17 | Stadion Si Jalak Harupat, Bandung |
|                             |                |   |              |                                   |

| 14 listopada 2023 10:00 CET | Senegal U-17 | – | Polska U-17 | Stadion Si Jalak Harupat, Bandung |
|                             |              |   |             |                                   |

| 14 listopada 2023 13:00 CET | Japonia U-17 | – | Argentyna U-17 | Stadion Si Jalak Harupat, Bandung |
|                             |              |   |                |                                   |

| 17 listopada 2023 10:00 CET | Senegal U-17 | – | Japonia U-17 | Stadion Si Jalak Harupat, Bandung |
|                             |              |   |              |                                   |

### Grupa E
| 18 listopada 2023 13:00 CET | Burkina Faso U-17 | – | Korea Południowa U-17 | Stadion Si Jalak Harupat, Bandung |
|                             |                   |   |                       |                                   |

### Grupa F
| 12 listopada 2023 10:00 CET | Wenezuela U-17 | – | Nowa Zelandia U-17 | Stadion Si Jalak Harupat, Bandung |
|                             |                |   |                    |                                   |

| 12 listopada 2023 13:00 CET | Meksyk U-17 | – | Niemcy U-17 | Stadion Si Jalak Harupat, Bandung |
|                             |             |   |             |                                   |

| 15 listopada 2023 10:00 CET | Meksyk U-17 | – | Wenezuela U-17 | Stadion Si Jalak Harupat, Bandung |
|                             |             |   |                |                                   |

| 15 listopada 2023 13:00 CET | Nowa Zelandia U-17 | – | Niemcy U-17 | Stadion Si Jalak Harupat, Bandung |
|                             |                    |   |             |                                   |

| 15 listopada 2023 10:00 CET | Nowa Zelandia U-17 | – | Meksyk U-17 | Stadion Si Jalak Harupat, Bandung |
|                             |                    |   |             |                                   |